# اوا پایور
اوا پایور (متولد ۳ دسامبر ۱۹۹۶) بازیکن فوتبال لهستانی است که در حال حاضر در پست مهاجم برای باشگاه ولفسبورگ آلمان بازی می کند. او جوانترین بازیکنی است که در بالاترین سطح فوتبال لهستان بازی کرده است. این اتفاق زمانی روی داد که با سن ۱۵ سال و ۱۳۳ روز برای باشگاه اکستراکالاسا به میدان رفت.